# Josh Bryceland
Joshua « Josh  » Antonio Torres Bryceland, né le 23 mars 1990 est un coureur cycliste britannique spécialiste de VTT de descente. Il remporte la coupe du monde de VTT 2014.

## Palmarès

### Championnats du monde
- Descente
  -  Médaillé d'argent en 2014
  -  Médaillé de bronze en 2015

### Coupe du monde
- Coupe du monde de descente
  - 2014 : 1er du classement général, vainqueur de deux manches
  - 2015 : 5e du classement général, vainqueur d'une manche
  - 2016 : 21e du classement général

### Championnats de Grande-Bretagne
- 2007
  -  Champion de Grande-Bretagne de descente juniors
- 2012
  - 2e de la descente
- 2014
  -  Champion de Grande-Bretagne de descente